# Ernesto II de Hohenlohe-Langemburgo
Ernesto II de Hohenlohe-Langemburgo (13 de setembro de 1863 - 11 de dezembro de 1950), foi um aristocrata alemão, nascido na Casa de Hohenlohe-Langemburgo.

## Família
Ernesto era o filho mais velho do príncipe Hermano Ernesto IV de Hohenlohe-Langemburgo e da princesa Leopoldina de Baden. Os seus avós paternos eram o príncipe Ernesto I de Hohenlohe-Langemburgo e a princesa Feodora de Leiningen. Os seus avós maternos eram o príncipe Guilherme de Baden e a duquesa Isabel Alexandrina de Württemberg.

## Casamento
Ernesto era sobrinho-neto da rainha Vitória do Reino Unido e casou-se com uma das suas netas, a princesa Alexandra de Saxe-Coburgo-Gota, filha do príncipe Alfredo, duque de Edimburgo e Saxe-Coburgo-Gota, e da grã-duquesa Maria Alexandrovna da Rússia, a 20 de Abril de 1896 em Coburgo.

## Vida profissional
Ernesto trabalhou no ministério dos negócios estrangeiros e foi assistente do seu pai que foi o governador alemão de Alsácia-Lorena de 1894 a 1907. Entre 1900 e 1905 foi regente do primo da sua esposa, o duque Carlos Eduardo de Saxe-Coburgo-Gota. De 1907 a 1911, esteve no Reichstag e foi vice-presidente de 1909 a 1910. Sucedeu ao seu pai como príncipe de Hohenlohe-Langemburgo em 1913, o que lhe permitiu ser membro da casa dos comuns do reino de Württemberg até 1918. Serviu o governo alemão em vários cargos diplomáticos e militares durante a Primeira Guerra Mundial - como general delegado da frente oriental, como comissário imperial e inspector militares e como enviado especial a Constantinopla e aos Balcãs.

## Relação com o Partido Nazi
Depois de Hitler conquistar o poder na Alemanha, o príncipe, cujo filho já se tinha juntado ao Partido Nazi em 1931, juntou-se a ele em 1936. Retirou-se da vida publica depois da Segunda Guerra Mundial e morreu a 11 de dezembro de 1950 aos oitenta e sete anos em Langemburgo.

## Descendência
- Godofredo de Hohenlohe-Langemburgo (24 de maio de 1897 - 11 de maio de 1960), oitavo príncipe de Hohenlohe-Langemburgo; casado com a princesa Margarida da Grécia e Dinamarca; com descendência.
- Maria Melita de Hohenlohe-Langemburgo (18 de janeiro de 1899 - 8 de novembro de 1967), casada com o príncipe Guilherme Frederico, Duque de Schleswig-Holstein; com descendência.
- Alexandra de Hohenlohe-Langemburgo (2 de abril de 1901 - 26 de outubro de 1963), não se casou nem teve filhos.
- Irma de Hohenlohe-Langemburgo (4 de julho de 1902 - 8 de março de 1986), não se casou nem teve filhos.
- Alfredo de Hohenlohe-Langemburgo (16 de abril de 1911 - 18 de abril de 1911), morreu com dois dias de idade.